# 파벨 바데아
파벨 바데아(Pavel Badea, 1967년 6월 10일 ~ )는 루마니아의 전 축구 선수이다.